# 日産劇場
『日産劇場』（にっさんげきじょう）は、1950年代末期から1962年ごろまで日本テレビが編成していたテレビドラマ放送枠である。日産自動車の一社提供。

## 編成時間
いずれも日本標準時。
- 木曜 20:30 - 21:00 （ - 1959年6月）
- 土曜 22:00 - 22:40 （1959年7月 - 1959年9月）
- 土曜 21:15 - 21:45 （1959年10月 - 1960年[いつ?]）
- 木曜 20:00 - 21:00 （1961年9月 - 1961年12月）
- 土曜 22:00 - 22:45 （1962年[いつ?]）

## 放送作品一覧

### 1959年
- 花（4月2日 - 23日）
- 鼠小僧次郎吉（4月30日）
- 鼻（5月7日）
- 一塊の土（5月14日）
- 秋（5月21日）
- 芋粥（5月28日）
- 時の氏神（6月4日）
- 仇討兄弟鑑（6月11日）
- 相似（6月20日）
- 海の勇者（6月27日）
- 恋愛作法（7月4日 - 9月26日）
- 現代幸福読本（10月10日 - 12月26日）

### 1960年
- 明治一代女（1月9日 - 1月30日）
- 春琴抄（2月6日 - 2月27日）
- 白鷺（3月5日 - 3月26日）

### 1961年
- 虞美人草（10月5日）

### 1962年
- 運河（5月5日 - 8月25日）